# Ogräsheliotrop
Ogräsheliotrop (Heliotropium europaeum) är en strävbladig växtart som beskrevs av Carl von Linné. Enligt Catalogue of Life ingår Ogräsheliotrop i släktet heliotroper och familjen strävbladiga växter, men enligt Dyntaxa är tillhörigheten istället släktet heliotroper och familjen strävbladiga växter. Arten förekommer tillfälligt i Sverige, men reproducerar sig inte. Inga underarter finns listade i Catalogue of Life.

## Bildgalleri

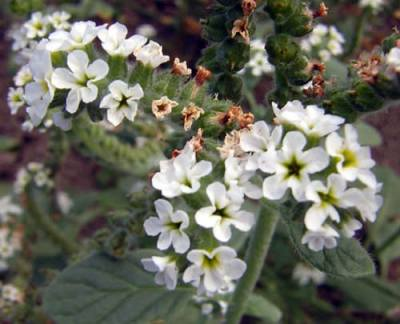
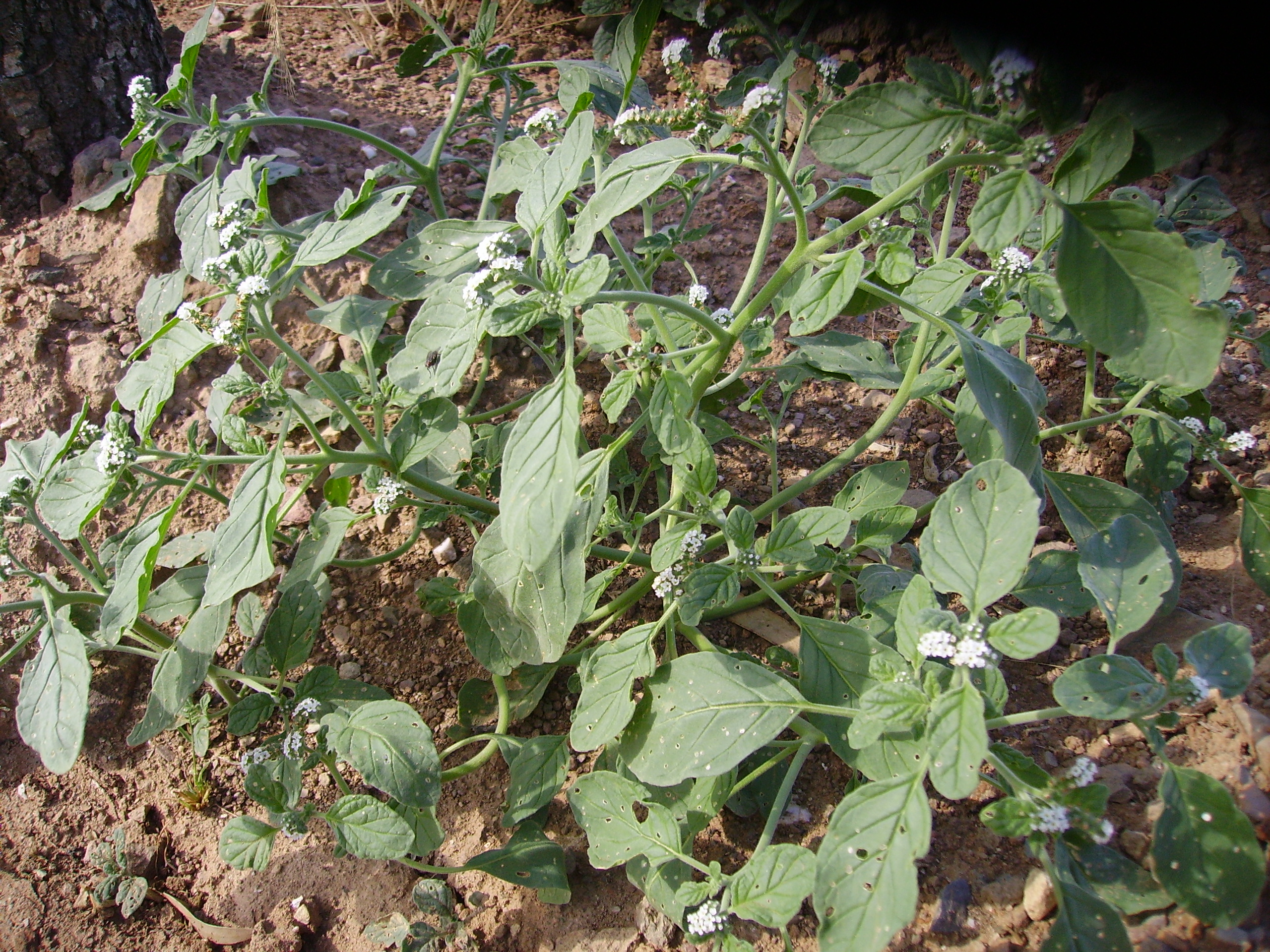
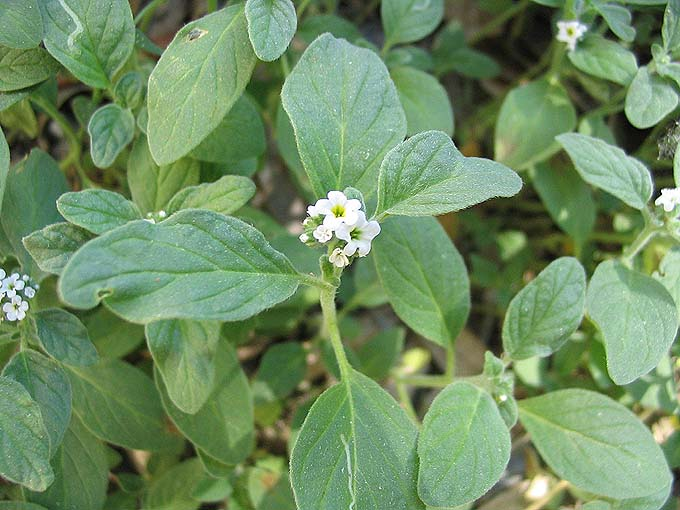
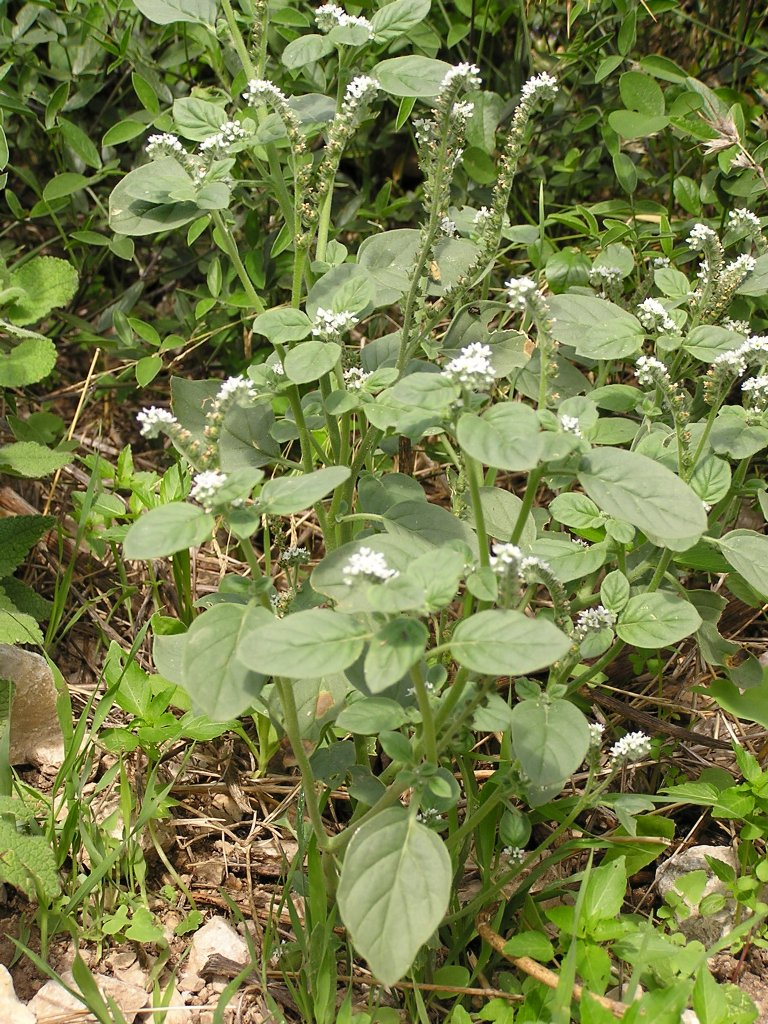
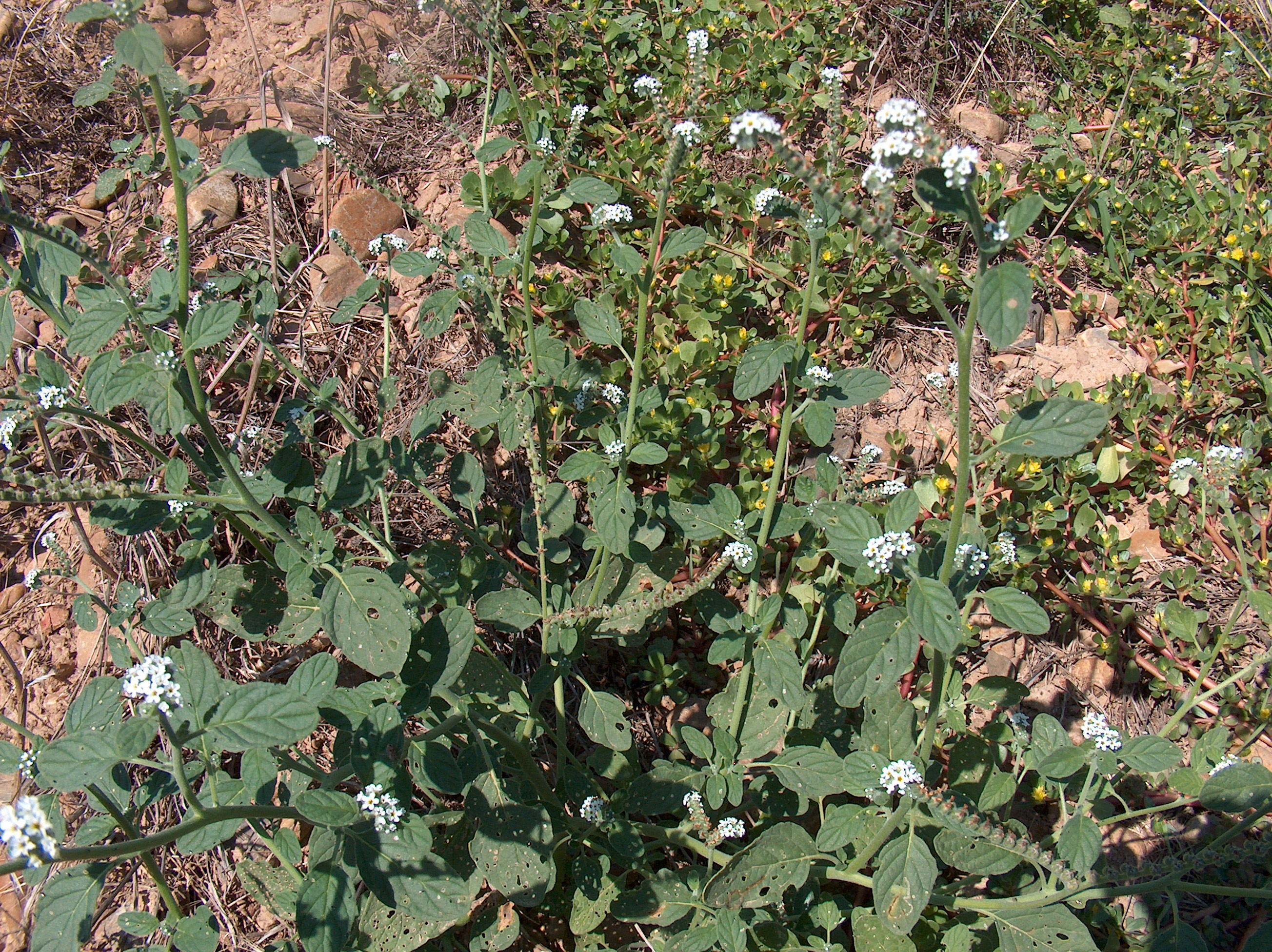
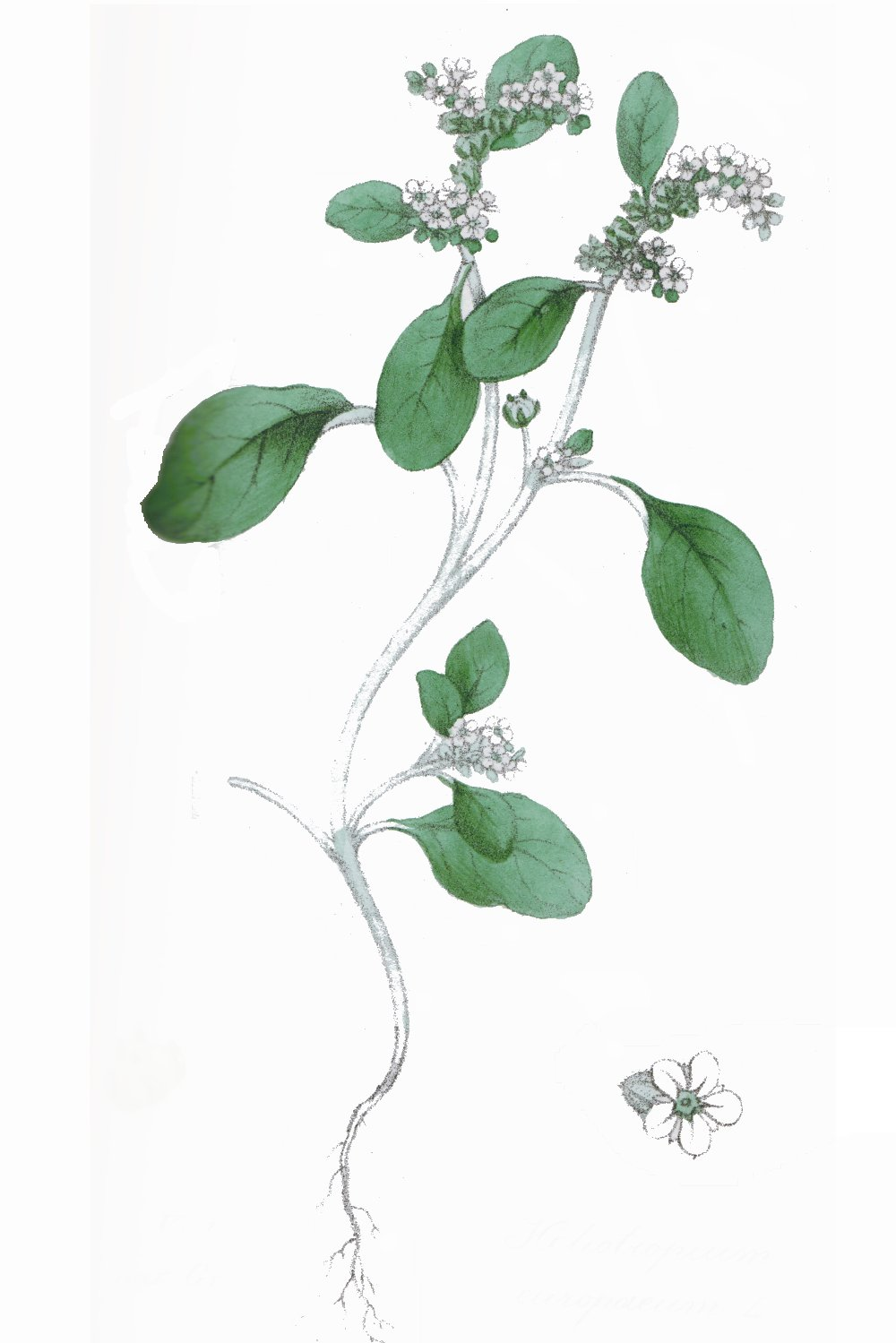